# アマノパークス
アマノパークスは、山梨県甲斐市に本社を置く株式会社アマノが運営する食品スーパー。看板の英字表記は「FOOD FACTORY PAX AMANO」で、"PAX" を「パークス」と読ませている。
「アマノ」は創業者一族の姓「天野」に由来するが、「アマノパークス」以外の屋号の店舗も存在する。甲斐市および甲府市を中心に、山梨県国中地方で店舗をチェーン展開する。
1977年（昭和52年）11月創業、2010年（平成22年）6月には子会社として株式会社フードパークスを設立した。本項では運営会社である株式会社アマノおよび株式会社フードパークスについても一括して記述する。

## 概要
1977年（昭和52年）11月、山梨県中巨摩郡竜王町富竹新田（現：甲斐市富竹新田）にて創業、1号店「スーパーあまの」を開店。1990年代後半からは主に「アマノパークス」の屋号で店舗展開している。
2003年には岡島百貨店のデパ地下に出店し、甲府市へ進出した。
スーパーマーケットではなく「食品デパート」と称し「豊かで上質な食生活の提案」を社是に掲げ、高価格帯の商品も取り扱う。店舗数は少ないながら、都心の高級スーパーに匹敵する品揃えと店舗内外装のグレード感などから、地方スーパー業界で一目置かれる存在となった。
山梨県内では唯一、Oisixの自然派食品を取り扱っている。また店舗面積も広く取り、内外装のデザインにも凝った高級感ある店づくりをしている。店舗の画一化や人材不足とサービス低下などの懸念から店舗網は拡大せず、山梨にこだわった「地域一番店」を目指すとしている。
キャッシュレス決済は、NTTドコモのiD・d払いに対応している。ただしdポイントは利用できない。
またKDDIのauＰＡＹ、楽天の楽天ペイに対応している。

## 沿革
- 1977年（昭和52年）11月 - 山梨県中巨摩郡竜王町富竹新田（現：甲斐市富竹新田）にて創業[3]、1号店「スーパーあまの」を開店[1]。
- 1997年（平成9年）5月 - アマノパークス竜王店を開店[1]（当時は中巨摩郡竜王町）。
- 2000年（平成12年）5月	- アマノパークス敷島店を開店[1]（当時は中巨摩郡敷島町）。
- 2003年（平成15年）4月	- アマノパークス岡島店を岡島百貨店地下1階に開店、甲府市へ進出[1]。
- 2004年（平成16年）
  - 6月 - アマノパークス甲府東店を開店[1]。
  - 9月1日 - 山梨県中巨摩郡竜王町・敷島町および北巨摩郡双葉町が合併し、甲斐市が発足[7]。
- 2006年（平成18年）9月	- アマノパークス加工センターを開設[1]。
- 2010年（平成22年）6月	- 甲府生鮮市場 国母店を開店[1]。株式会社フードパークスを設立、同店内に本社を置く[1]。
- 2018年（平成30年）11月 - サンマルシェふじかわ店を開店、南巨摩郡富士川町へ進出[1]。
- 2019年（令和元年）5月24日	- 同日開業したフォレストモール甲斐竜王の核テナントとして、アマノパークス甲府バイパス店を開店[1][4][8][9]。
- 2023年（令和5年）2月14日 - 岡島百貨店のココリへの移転に伴い、同日をもってアマノパークス岡島店を閉店。

## 店舗
店舗の詳細は「アマノパークス 公式サイト」を参照。
甲斐市
- アマノパークス竜王店
  - 所在地：山梨県甲斐市篠原1433
  - 1997年5月開店。本社を併設。

- アマノパークス敷島店
  - 所在地：山梨県甲斐市大下条1061-1
  - 2000年5月開店。

- アマノパークス甲府バイパス店
  - 所在地：山梨県甲斐市富竹新田1714-1
  - 2019年5月24日開店。国道20号甲府バイパス沿いにオープンしたフォレストモール甲斐竜王の核店舗。

甲府市
- アマノパークス甲府東店
  - 所在地：山梨県甲府市和戸町880
  - 2004年6月開店。

- 甲府生鮮市場 国母店
  - 所在地：山梨県甲府市国母4丁目21-6
  - 2010年6月開店。同月に設立した株式会社フードパークス本社を併設。

その他
- サンマルシェふじかわ店
  - 所在地：山梨県南巨摩郡富士川町天神中條1040

### 過去に存在した店舗
- アマノパークス岡島店[10]
  - 所在地：山梨県甲府市丸の内1丁目21-15　岡島百貨店地下1階[10]
  - 百貨店のデパ地下店舗。他店舗は朝10時から夜20時台まで営業するが、岡島百貨店の営業時間に合わせていたため、朝10時から夜19時30分までの営業だった[10]。
  - 2003年4月開店。甲府市内1号店。岡島百貨店のココリ移転により撤退[11]、岡島百貨店旧店舗と同時に2023年2月14日閉店[12]。移転後は再出店していない[13]。